# Rhipidomys nitela
Petite Souris grimpeuse
Espèce
Rhipidomys nitela, qui a pour nom commun Petite Souris grimpeuse, est une espèce sud-américaine de rongeurs de la famille des Cricetidae.

## Description
Rhipidomys nitela est un petit rongeur, avec une longueur de la tête et du corps entre 103 et 119 mm, une longueur de la queue entre 128 et 142 mm, une longueur du pied entre 21 et 26 mm, une longueur des oreilles entre 14 et 17 mm et un poids jusqu'à 110 g.
La fourrure est courte et pelucheuse. Les parties dorsales varient du brun grisâtre au rougeâtre vif ou au brun-orange, tandis que les parties ventrales sont blanc crème. Les oreilles sont relativement grandes et sombres, parfois avec une tache arrière sombre à leur base. Les pieds sont courts et fins avec de petits coussinets plantaires et une tache dorsale sombre qui s'étend jusqu'à la base des orteils. La queue est plus longue que la tête et le corps, est couverte de poils courts et se termine par une touffe de poils longs.
Le caryotype est 2n = 48 FN = 68 ou 71 et 2n = 50 FN = 71 ou 72.

## Répartition
Rhipidomys nitela est présent dans les états brésiliens d'Amapá, d'Amazonas, de Pará et de Roraima, les Guyanes et au Venezuela. Il est également présent sur l'île de Little Tobago.
Il vit dans les forêts tropicales jusqu'à 1 400 mètres d'altitude.

## Comportement
Rhipidomys nitela est un animal arboricole et nocturne. Il se nourrit de graines.